# Ulrich Beck
Ulrich Beck (Słupsk, Pomerania, 15 de mayo de 1944-Múnich, Baviera, 1 de enero de 2015) fue un sociólogo alemán, profesor de la Universidad de Múnich y de la London School of Economics.
Estudió aspectos como la modernización, los problemas ecológicos, la individualización y la globalización. En los últimos tiempos se embarcó también en la exploración de las condiciones cambiantes del trabajo en un mundo de creciente capitalismo global, de pérdida de poder de los sindicatos y de flexibilización de los procesos del trabajo, una teoría enraizada en el concepto de cosmopolitismo. También contribuyó con nuevos conceptos a la sociología alemana, incluyendo la llamada «sociedad del riesgo» y la «modernidad reflexiva».

## Pensamiento
Se puede ver cómo a lo largo de sus obras Beck se sitúa en una posición crítica, enfrentándose a las corrientes del postmodernismo. De esta manera, y junto con Giddens, Bauman y Scott Lash, defiende la sociología reflexiva, para no abandonar el análisis crítico frente a los problemas actuales. Beck se acerca a los problemas de la nueva sociedad, que no son los mismos que describía la sociología de las sociedades precedentes, y encuentra una fuente de incertidumbre, inseguridad y riesgos. La sociedad postmoderna asume una carga de riesgo en su propia identidad que encierra una grave contradicción: el peligro de supervivencia de la especie. La ‘rentabilidad’ del sistema corre el riesgo de la incertidumbre; no parte de la asunción de la seguridad y de un escenario sostenible en términos ecológicos, sino que conoce que existen márgenes de peligrosidad para la especie cuya cobertura no es, paradójicamente, prioritaria en un sistema guiado por la obtención de beneficios y una representación retórica de la racionalidad que oculta la racionalidad. Los medios de comunicación tienen un papel muy importante en la representación de los riesgos y la búsqueda de soluciones, aumentando el poder y el control social. El pensamiento de Beck está marcado por las constantes de una sociedad sometida a fuertes riesgos y a procesos de individualización. Para él la actualidad se forma con las noticias de las catástrofes ecológicas, las crisis financieras, el terrorismo, las guerras preventivas.
Beck distingue una primera modernización, que discurre a lo largo de la industrialización y la creación de la sociedad de masas, de una ‘segunda modernización’, propia de una sociedad que tiende a la globalización y está en constante desarrollo tecnológico. En la era industrial la estructura cultural y social era la familia, pero luego ese núcleo se rompe dando lugar a la individualización, aumentándose la incertidumbre del individuo en la sociedad de riesgo. Parece ser que esto es producto del neoliberalismo económico, y no solo afecta al plano personal, sino también a las instituciones.
Con respecto a su pensamiento en el campo de la política, dice que no se necesita redactar nuevas normas, sino que hay que adaptar las existentes a la realidad social y a las necesidades del momento. Se debe, según Beck, contrarrestar el excesivo peso del mercado y sus efectos, y ampliar el círculo social y cultural del individuo, con el objetivo de alcanzar un equilibrio y disminuir la incertidumbre. Además, ve necesario que los antiguos Estados nacionales cambien y comiencen un proceso de cohesión internacional y cooperación, reconociendo la diversidad e individualidades, para poder abordar preparados a esta segunda modernidad.

### Sociedad del riesgo
La Sociedad del riesgo se define como una "Fase de desarrollo de la sociedad moderna donde los riesgos sociales, políticos, económicos e industriales tienden cada vez más a escapar de las instituciones de control y protección de la sociedad industrial".
Podemos distinguir ocho características destacadas:
1. Los riesgos causan daños sistemáticos a menudo irreversibles.
2. El reparto e incremento de los riesgos sigue un proceso de desigualdad social.
3. Riesgo, negocio con doble causa; riesgo y oportunidades de mercado.
4. Hay un vacío político e institucional. Los movimientos sociales son la nueva legitimación.
5. Las fuentes que daban significado colectivo a los ciudadanos están en proceso de "desencantamiento".
6. En las nuevas sociedades recae en el individuo un proceso de "individualización" a través de una desvinculación de las formas tradicionales de la sociedad industrial y una revinculación con otro tipo de modernización.
7. Las fuentes colectivas que dan significado a la sociedad se agotan, y el individuo busca de forma independiente una identidad en la nueva sociedad. "En situaciones de clase, el ser determina la conciencia, mientras que en situaciones de riesgo es al revés, la conciencia determina el ser".
8. Retorno de la incertidumbre; riesgo como reconocimiento de lo impredecible y de las amenazas de la sociedad industrial. En la sociedad reflexiva, la sociedad se convierte en un problema para sí misma. La sociedad reflexiva se convierte en un concepto postindustrial en el cual no habían pensado los clásicos como Max Weber.

## Recepción y crítica
Si bien Ulrich Beck ha sido uno de los pioneros en adaptar el tema del riesgo a las categorías sociológicas existentes, algunos autores critican su postura por considerarla "alarmista". Niklas Luhmann sugiere que Beck no distingue conceptualmente la diferencia entre amenaza y riesgo. Mientras la primera es impuesta al sujeto sin ninguna posibilidad de evitar sus efectos, el riesgo se encuentra determinado por una decisión previa por medio de la cual sus efectos pueden ser evitados (contingencia). Quienes, en la vida real, toman las decisiones nunca enfrentan los riesgos. Anthony Giddens, por su parte, prefiere desarrollar una idea de riesgo asociado a la fiabilidad. El sujeto no conoce la complejidad del mundo circundante ni las posibles consecuencias de sus decisiones. Puede decidir entregarse a la "divinidad" anulando todos los riesgos, o confiar en el sistema experto tomando la decisión y generando un riesgo. Cass Sunstein argumenta que vivimos en sociedades donde los riesgos parecen haberse multiplicado. Pero eso se debe a ciertos sesgos cognitivos que maximizan ciertas situaciones a la vez que minimizan otras. Para Sunstein, a diferencia de Beck, existen los riesgos objetivos, que deben ser sujetos a planificación rigurosa, y los riesgos subjetivos, la mayoría de ellos construidos irracionalmente.

## Obras
Beck es el editor del journal Soziale Welt (desde 1980), autor de unos 150 artículos, y autor o editor de varios libros, entre ellos:
- Risikogesellschaft - Auf dem Weg in eine andere Moderne (1986)  (Risk Society)
- Beck, Ulrich (1988) Gegengifte: die organisierte Unverantwortlichkeit. Frankfurt am Main: Suhrkamp.
- Beck, Ulrich (1992) Risk Society: Towards a New Modernity. London: Sage
- Riskante Freiheiten - Gesellschaftliche Individualisierungsprozesse in der Moderne (1994, editor together with Elisabeth Beck-Gernsheim)
- Beck, Ulrich & Giddens, Anthony & Lash Scott (1994) Reflexive Modernization.Politics, Tradition and Aesthetics in the Modern Social Order. Cambridge: Polity Press.
- Eigenes Leben - Ausflüge in die unbekannte Gesellschaft, in der wir leben (1995, together with W. Vossenkuhl and U. E. Ziegler, photographs by T. Rautert)
- Beck-Gernsheim, Elisabeth & Beck, Ulrich (1995) The Normal Chaos of Love. Cambridge: Polity Press.
- Beck, Ulrich (1995) Ecological Politics in an Age of Risk. Cambridge: Polity Press.
- Beck, Ulrich (1996) The Reinvention of Politics.Rethinking Modernity in the Global Social Order. Cambridge: Polity Press.
- Was ist Globalisierung? (1997)
- Beck, Ulrich (1998) Democracy without Enemies. Cambridge: Polity Press.
- Beck, Ulrich (1998) World Risk Society. Cambridge: Polity Press.
- Beck, Ulrich (1999) What Is Globalization?. Cambridge: Polity Press.
- Beck, Ulrich (2000) The Brave New World of Work. Cambridge: Cambridge University Press.
- Adam, Barbara & Beck, Ulrich & Van Loon, Joost (2000) The Risk Society and Beyond: Critical Issues for Social Theory. London: Sage.
- Beck, Ulrich & Beck-Gernsheim, Elisabeth (2002) Individualization: Institutionalized Individualism and its Social and Political Consequences. London: Sage.
- Beck, Ulrich & Willms, Johannes (2003) Conversations with Ulrich Beck. Cambridge: Polity Press.
- Beck, Ulrich (2005) Power in the Global Age. Cambridge: Polity Press.
- Beck, Ulrich (2006) Cosmopolitan Vision. Cambridge: Polity Press.

## Ediciones en español
- Daly, Herman; Schütze, Christian; Beck, Ulrich (1997). Crisis ecológica y sociedad. Editorial Germania. ISBN 978-84-88689-86-3.
- Beck, Ulrich; Grande, Edgar (2006). La Europa cosmopolita: sociedad y política en la segunda modernidad. Ediciones Paidós Ibérica. ISBN 978-84-493-1877-1.
- Beck, Ulrich; Beck-Gernsheim, Elisabeth (2008). Generación global. Ediciones Paidós Ibérica. ISBN 978-84-493-2111-5.
- Beck, Ulrich (2002). Libertad o capitalismo: conversaciones con Johannes Willms. Ediciones Paidós Ibérica. ISBN 978-84-493-1204-5.
- Beck, Ulrich; Giddens, Anthony; Lash, Scott (2008). Modernización reflexiva: política, tradición y estética en el orden social moderno. Alianza Editorial. ISBN 978-84-206-2879-0.
- Beck, Ulrich (2004). Poder y contrapoder en la era global: la nueva economía política mundial. Ediciones Paidós Ibérica. ISBN 978-84-493-1617-3.
- Beck, Ulrich (1998). Políticas ecológicas en la edad del riesgo. El Roure Editorial. ISBN 978-84-7976-018-2.
- Beck, Ulrich (2004). ¿Qué es la globalización?: falacias del globalismo, respuestas a la globalización. Ediciones Paidós Ibérica. ISBN 978-84-493-0528-3.
- Beck, Ulrich (2006). Reinventar Europa: una visión cosmopolita = Re-inventing Europe: a cosmopolitan vision. Centro de Cultura Contemporánea de Barcelona = Centre de Cultura Contemporània de Barcelona. ISBN 978-84-611-0555-7.
- Beck, Ulrich (2006). Sobre el terrorismo y la guerra. Ediciones Paidós Ibérica. ISBN 978-84-493-1386-8.
- Beck, Ulrich (2000). La democracia y sus enemigos. Ediciones Paidós Ibérica. ISBN 978-84-493-0945-8.
- Beck, Ulrich; Beck-Gernsheim, Elisabeth (2003). La individualización: el individualismo institucionalizado y sus consecuencias sociales y políticas. Ediciones Paidós Ibérica. ISBN 978-84-493-1470-4.
- Beck, Ulrich (2005). La mirada cosmopolita o La guerra es la paz. Ediciones Paidós Ibérica. ISBN 978-84-493-1762-0.
- Beck, Ulrich (1998). El normal caos del amor. El Roure Editorial. ISBN 978-84-7976-016-8.
- Beck, Ulrich; Beck-Gernsheim, Elisabeth (2001). El normal caos del amor: las nuevas formas de la relación amorosa. Ediciones Paidós Ibérica. ISBN 978-84-493-1091-1.
- Beck, Ulrich (2003). Un nuevo mundo feliz: la precariedad del trabajo en la era de la globalización. Ediciones Paidós Ibérica. ISBN 978-84-493-0968-7.
- Beck, Ulrich (2007). Un nuevo mundo feliz: la precariedad del trabajo en la era de la globalización. Ediciones Paidós Ibérica. ISBN 978-84-493-1978-5.
- Beck, Ulrich (2002). La sociedad del riesgo global. Siglo XXI de España Editores. ISBN 978-84-323-1083-6.
- Beck, Ulrich (2006). La sociedad del riesgo global. Siglo XXI de España Editores. ISBN 978-84-323-1261-8.
- Beck, Ulrich (2008). La sociedad del riesgo mundial: en busca de la seguridad perdida. Ediciones Paidós Ibérica. ISBN 978-84-493-2078-1.
- Beck, Ulrich (2006). La sociedad del riesgo: hacia una nueva modernidad. Ediciones Paidós Ibérica. ISBN 978-84-493-1892-4.
- Beck, Ulrich (2002). La sociedad del riesgo: hacia una nueva modernidad. Ediciones Paidós Ibérica. ISBN 978-84-493-0406-4.
- Beck, Ulrich (2008). ¿Qué es la globalización?: falacias del globalismo, respuestas a la globalización. Ediciones Paidós Ibérica. ISBN 978-84-493-2091-0.
- Beck, Ulrich (comp) (2002). Hijos de la libertad. Fondo de Cultura Económica. ISBN 978-968-16-6528-9.
- Beck, Ulrich (2009). El Dios Personal. Ediciones Paidós Ibérica. ISBN 978-84-493-2224-2.
- Beck, Ulrich (2012). Una Europa alemana. Edición Paidós.